# Пам'ятник Іванові Федьку (Ромни)
Пам'ятник Іванові Федьку в Ромнах — колишній пам'ятник більшовицькому та радянському військовику Іванові Федьку. Знаходився на Привокзальній площі міста Ромни у 1977—2017 рр.
Автори — скульптори Б. Климушко та В. Горбань, архітектор С. Миргородський.

## Опис

Пам'ятник Іванові Федьку в Ромнах

Пам'ятник складався з постамента, який начебто нагадував військову шинель, та погруддя Івана Федька, який був зображений у будьонівці. До пам'ятника вели широкі сходи з граніту.
Бюст був виготовлений з бронзи, постамент — з червоного граніту.

## Історія
Радянська влада встановила пам'ятник на Привокзальній площі міста Ромен у 1977 році до 60-річчя Жовтневого перевороту.
Пам'ятник був демонтований у 2017 році в межах проведення декомунізації. Переданий до Державного історико-культурного заповіднику «Посулля».